# Leszek Gawor
Leszek Gawor (ur. 21 kwietnia 1955 w Rzeszowie) – polski historyk filozofii, Instytut Filozofii Uniwersytetu Rzeszowskiego. Główne zainteresowania naukowe: historia XIX i XX wiecznej filozofii polskiej, ekofilozofia i filozofia społeczna.

## Życiorys
- studia filozoficzne na Uniwersytecie Warszawskim (1974-1978);
- od 1981 pracownik dydaktyczno-naukowy w Zakładzie Historii Myśli Społecznej Wydziału Filozofii i Socjologii UMCS (asystent, st. asystent, od 1990 – adiunkt);
- od 2003 - profesor Uniwersytetu Rzeszowskiego w Instytucie Filozofii;
- w latach 2003-2012 kierownik Zakładu Filozofii Społecznej;
- od 2013 - Zakładu Filozofii Społecznej i Filozofii Kultury.[1]

## Praca naukowa
- magisterium - Metoda ikonologiczna Erwina Panofsky'ego, UW 1978;
- doktorat - Filozofia społeczna Feliksa Konecznego, UMCS 1989 (promotor: prof. dr hab. S. Jedynak);
- habilitacja - Katastrofizm w polskiej myśli społecznej i filozofii 1900-1939, UMCS 2000;
- profesor nauk humanistycznych na podstawie dorobku od 2015;[2]

Autor kilku książek i ponad 200 artykułów, uczestnik kilkudziesięciu krajowych i zagranicznych konferencji. W latach 2015–2018 członek Komitetu Nauk Filozoficznych PAN.

## Udział w redakcjach czasopism
- od 2007 - Zastępca redaktora naczelnego „Problems of Sustainable Development” - czasopisma Europejskiej Akademii Nauki i Sztuki z siedzibą w Salzburgu i Państwowej Rady Ochrony Środowiska (wyd. Politechnika Lubelska);
- od 2008 - Członek Rady Redakcyjnej „Rocznika Historii Filozofii Polskiej”, Fundacja Historii Filozofii Polskiej, UW, Warszawa;
- od 2017 - Członek Kolegium Redakcyjnego „Wschodniego Rocznika Humanistycznego”, UMCS – Radzyń-Lublin;
- od 2018 - Członek Kolegium Redakcyjnego „Вісник Львівського університету. Серія філософські науки” („Visnyk of the Lviv University. Series philosophical science”), Uniwersytet I. Franko, Lwów, Ukraina;

## Książki
- Z dziejów polskiej myśli filozoficzno-społecznej przełomu XIX i XX stulecia. Varia, Wyd. URz, Rzeszów 2022, s. 164.[3]
- (wraz z: K. Bochenek, L.Gawor, M. Michalik-Jeżowska, R. Wojtowicz, A Brief History of Polish Philosophy, Wyd. URz., Rzeszów 2021, s. 244. [4]
- Studia z filozofii społecznej, Wyd. URz, Rzeszów 2021, s. 216.
- Ekoszkice, Wyd. URz, Rzeszów 2017, s. 219.
- W poszukiwaniu rozumienia bytu społecznego człowieka. Filozofia polska końca XIX wieku i w XX stuleciu, Wyd. URz, Rzeszów 2015, s. 248.
- (wraz z: Bochenek K., Jedynak A., Kojkoł J) Filozofia polska okresu międzywojennego. Zarys problematyki, Wyd. Akademickie Akademii Marynarki Wojennej, Gdynia 2013, s. 262.
- (wraz z: Bochenek K., Michalik-Jeżowska M., Wójtowicz R) Zarys historii filozofii polskiej, Rzeszów 2013, II wyd. 2015, Wyd URz., s. 322.
- Myśliciele mało znani. Filozofia polska końca XIX wieku i pierwszych dekad XX stulecia, Rzeszów 2011, Wyd. URz, s. 268.
- Szkice o cywilizacji, Rzeszów 2009, Wyd. URz., s. 185.
- Polska myśl historiozoficzna I połowy XX wieku. Analiza wybranych poglądów, Rzeszów 2005, Wyd. URz, s. 243.
- Wprowadzenie do filozofii i etyki. Główne zagadnienia i stanowiska, Ryki 2005, Wyższa Szkoła Umiejętności Pedagogicznych i Zarządzania, s. 147.
- O wielości cywilizacji. Filozofia społeczna Feliksa Konecznego, Lublin 2002, Wyd. UMCS s. 196.
- Katastrofizm w polskiej myśli społecznej i filozofii 1918-1939, Lublin 1999, Wyd. UMCS, s. 246.
- Katastrofizm konsekwentny. O poglądach Mariana Zdziechowskiego i Stanisława Ignacego Witkiewicza, Lublin 1998, Wyd. UMCS, s. 118.
- (wraz z: Dębowski J., Jedynak S. (red.), Kosior K., Zdybel J. i Zdybel L.) Mała encyklopedia filozofii, wyd. „Branta”, Bydgoszcz 1996, II wyd. uzup. i pop., Bydgoszcz 2002, s. 488.
- (wraz z: Zdybel L.), Idea kryzysu kultury europejskiej w polskiej filozofii społecznej. Analiza wybranych koncepcji, Lublin 1995, Wyd. UMCS, s. 122.
- (wraz z: Dębowski J., Drabarek A., Jedynak S. (red.), Klimowicz E., Kosior K. i Zdybel L.)  Mały słownik etyczny, Oficyna wyd. „Branta”, Bydgoszcz 1994, II wyd.  uzup. i pop.,  Bydgoszcz 1999, s. 336.
- (wraz z: J. Dębowski, S. Jedynak (red.), J. Zdybel i L. Zdybel), Główne problemy i kierunki filozofii. Zarys filozofii systematycznej, IW ZZ, Warszawa 1986, s. 164.
- (wraz z A. Drabarek, S. Jedynak (red.), L. Zdybel), Zarys historii filozofii i myśli społecznej w Polsce, IW ZZ, Warszawa 1985, s. 18Reduce

## Redakcje książek
- Filozoficzne wyzwania XXI wieku, tom monograficzny, red.  L Gawor, „Wschodni Rocznik Humanistyczny”,  red. naczelny  A. Górak, t. XIX (2022), nr 2. [5]
- Filozofia w Galicji III, tom monograficzny, red. L. Gawor, „Galicja. Studia i Materiały”, red. naczelny S. Kozak, t. 8 (2022).[6]
- Filozofia w Galicji II, red. nauk. L. Gawor we współpracy z N. Kovalchuk, tom monograficzny „Galicja. Studia i materiały”, red. Sz. Kozak, t. 5, Wyd. URz, Rzeszów 2019, s. 407.
- Filozofia: Lwów – Preszów – Rzeszów, red. nauk. L. Gawor, tom monograficzny „Wschodni Rocznik Humanistyczny”, red. A, Górak, t. XVI (2019), nr 1, Lublin-Radzyń Podlaski 2019, s. 224.
- Filozofia w Galicji, red. nauk L. Gawor, nr monograficzny „Galicja. Studia i Materiały”,red. Sz. Kozak, t. 2, Wyd. URz, Rzeszów 2016, s. 411.
- Ekologiczne postrzeganie świata, red. nauk. L. Gawor, A. Górak, J. Lejman, nr specjalny „Wschodniego Rocznika Humanistycznego” t. XI, 2015, s. 374.
- Bochenek K., Gawor L. (red.), Michalik-Jeżowska M., Wójtowicz R., Zarys historii filozofii polskiej, Rzeszów 2013, Wyd URz., s. 322.
- Filozofia współczesna, red. L. Gawor i Z. Stachowski, wyd. „Branta”, Bydgoszcz- Warszawa-Lublin 2006, s. 496.
- Studia nad polską filozofią I połowy XX wieku, red. L. Gawor, vol. XXIX „Annales”, Lublin 2004, Wyd. UMCS, s. 351.
- Filozofia wobec XXI wieku, red. L. Gawor, Lublin 2004, Wyd. UMCS, s. 266.
- Zjednoczona Europa a Polska, Litwa I Ukraina, red. L. Gawor, Lublin 2003, Wyd. UMCS, s. 184.
- Studia z polskiej myśli filozoficznej, red. L. Gawor, Lublin 1997, Wyd. UMCS, s. 108.
- Z dziejów filozofii polskiej dwudziestego wieku, red. L. Gawor, Lublin 1992, Wyd. UMCS, s. 122.
- Etyka XX wieku, t. II, pr. zb. pod red. L. Gawora i K. Kosiora, Lublin 1991, Wyd. UMCS, s. 146.
- Etyka XX wieku, t. I, pr. zb. pod red. S. Jedynaka i L. Gawora, Lublin 1991, Wyd. UMCS, s. 215.

## Artykuły wybrane
- Hugo Kołłątaj’s moral philosophy and concept of natural ethics, „Wschodni Rocznik Humanistyczny”, t. XVII (2020) nr 4, s. 85-97. [7]
- The Vision of a Global Environmental Disaster and the Extinction of Humankind, w: „Wschodni Rocznik Humanistyczny”, t. XVI (2019), nr 1, red. nauk. tomu L. Gawor, s.  181-192.
- Galician neomessianism, w: „Galicja. Studia i Materiały”, red. S. Kozak, 2019, t. 5, monograficzny -  Filozofia w Galicji II,  red. nauk. L. Gawor we współpracy z N. Kovalchuk, Wyd. URz, Rzeszów 2019, s. 13-65.
- From the Genealogy of the Environmental Thought: Marian Raciborski and Jan Gwalbert Pawlikowski,  “Problems of Sustainable Development”,  2018, vol.13, no 1, s. 87-93.
- Neomesjanizm Antoniego Chołoniewskiego, w: Romantyzmy polskie, nr specjalny „Rocznika Historii Filozofii Polskiej”, red. A. Dziedzic, T. Herbich, S. Pieróg, i P. Ziemski, wyd. Fundacja Historii Filozofii Polskiej, Warszawa 2016, s. 315-326.
- O kategorii sacrum i idei homo religiosus, w: Społeczeństwo-Kultura-Religia, red. J. Kojkoł, B, Guzowska i R. Wójtowicz, Wyd. Akademickie AMW, Gdynia 2015, s. 17-29.
- Próba typologii myśli katastroficznej, w: „Kultura i Wartości”, kwartalnik internetowy WFiS UMCS, nr 1 (13), 2015, s. 9-26.
- Dwie wizje społecznego świata: uniwersalizm i cywilizacyjny pluralizm, w: Prawo i państwo, red. Bosak M., Stasi D., Wyd. URz, Rzeszów 2014, s. 187-201.
- „Cichy” katastrofizm czyli metamorfoza kultury europejskiej według Witkacego, w: Filozoficzna refleksja nad kulturą. Polska humanistyka pierwszej połowy XX wieku, red. M. Rydlewski, R. Wiśniewski, Wyd. Grado, Toruń 2013, s. 49-72.
- Przemoc w wybranych koncepcjach teorii konfliktów społecznych, w: Przemoc jako przedmiot rozważań i badań, red. W. Sajdek i J.T. Mróz, Wydawnictwo  KUL , Lublin 2013, s. 65-82.
- Kryzys jako atrybut świata społecznego człowieka – jego obszary i waloryzacje, „Sofia” nr 12/2012, s. 35-47.
- Filozofia społeczna Ludwika Gumplowicza, w: „Lumen Poloniae”, nr 1/2012, s. 123-132.
- Идея цивилизационного плюрализма, глобализация и культурный универсализм, w: Кросс-культурный подход в науке и образовании: материалы ежегодного семинара. Вып. 7 / [сост. О. А. Михалина ; отв. за вып.: Г. А. Ферапонтов, О. А. Михалина] ; Новосиб. гос. пед. ун-т, Ин-т естественных и социально-экономических наук, Каф. иностр. языков.    - Новосибирск : НГПУ, 2012. - 200 с. - Библиогр. в конце ст.. - ISBN 978-5-93889-195-1, s. 34-39, Rosja.
- Koncepcia homo ecologicus vo filozofii trvalo udrza tel'neho rozvoja, w: Antropologicka tema v sucasnej filozofii,  (ed.) Olga Sisakova,  Presov, 2011, s. 249-268 (42000 zn.).
- O antynomii realizmu i moralizmu w polityce, w: Antynomie polityki, red. Bosak M. i Stasi D., Rzeszów 2010, s. 38-48.
- Filozofia zrównoważonego rozwoju – preliminaria, „ Problemy Ekorozwoju”, vol. 5, nr 2, 2010, s. 69 – 76.
- Jana Stachniuka koncepcja świata społecznego w: „Humanistyka i przyrodoznawstwo. Interdyscyplinarny rocznik filozoficzno-naukowy” , Olsztyn  2009, UWM., nr 15, s. 71-92.
- Filozofia społeczna Jana Wacława Machajskiego w: „Archiwum Historii Filozofii i Myśli Społecznej”, 2009, t. 54, s.  87-97.
- Uwag kilka o właściwościach polskiej filozofii, w: Polskie Etos i Logos, red. J. Skoczyński, Kraków 2008, s. 11 - 16
- Globalisation and its Alternatives: Antiglobalism, Alterglobalism and the Idea of Sustainable Development, w: “Sustainable Development” nr 16, 2008, s.126-134 (in Wiley Interscience).
- Fiłosofija katastrofizma w: „Zbornik naukowich prac (tretij wipusk”, Kafiedra Fiłosofii Lwiwskogo Nacjonalnowo Uniwersitieta Iwana Franko, Lwiw 2006, s. 201-215.
- Spór o wartość ludzkiego życia we współczesnej bioetyce, w: Etyka wobec współczesnych dylematów, red. K. Kalka i A. Papuziński, Bydgoszcz 2006, s. 140-147.
- Eurazjanizm. Z historii rosyjskiej myśli społecznej, „Sofia” nr 6, 2006, s. 73-87.
- Polska XXI wieku wobec cywilizacyjnych megatrendów, w: Wyzwania dla Polski XXI wieku, red. Drozdowicz Z., Poznań 2006, s. 15-28.
- Idea zrównoważonego rozwoju jako projekt nowej ogólnoludzkiej cywilizacji, „Diametros” Internetowe czasopismo filozoficzne UJ, 2006, nr 9.
- (wraz z L. Zdyblem), Elements of Twentieth Century Polish Ethics,  in: Polish Axiology: The 20th Century and beyond. Polish Philosophical Studies, V. S. Jedynak ed.; Cultural Heritage and contemporary change in Central and Eastern Europe [gen. ed. G.F. MacLean], vol. IVA. 25, Washington 2005,  s. 37 - 61.
- Wizja cywilizacji uniwersalnej F. Znanieckiego jako antycypacja cywilizacji globalnej, w: Wartości i ich funkcje w kształtowaniu cywilizacji globalnej,pr. zb. pod red. J. Bańki i S. Bukowskiej, Katowice, 2004, s. 154-162
- Konecznego i Huntingtona wizja cywilizacyjnego pluralizmu, „Toruński Przegląd Filozoficzny”, nr 5/6, 2003; s. 31-43.
- 15. Polske spolecenske mysleni w letech 1895-1939, w: „Studia Philosophica”, B 50, 2003,  Uniwersytet Masaryka, Brno, Czechy, s. 43-48.
- „Słowianskij Swit” (1905-1914), żurnał pro ukrainsko-polski widnosini na poczatku XX stolitia, w: „Słowianskij Wisnik. Naukowij zbirnik”, Riwne 2001, (UA), s.111-117.
- Pluralizm  cywilizacyjny  a  tolerancja,  w: Europejskie  modele  tolerancji, red. nauk. A. Zachariasz, S. Symotiuk, Rzeszów 2001, s. 201-207.
- Juliana Ochorowicza koncepcja etyki normatywnej, w: "Studia Filozoficzne", nr 11, 1989, s. 11.